# Bandiera della Lituania
La bandiera lituana è composta da tre bande orizzontali di uguale dimensione. I colori, partendo dall'alto sono: giallo, verde e rosso.
La legge lituana stabilisce che le bandiere esposte sugli edifici siano di dimensione 1 metro × 1,7 metri. Tali misure possono variare in altri contesti, ma devono essere sempre mantenute le proporzioni 3:5 tra i due lati della bandiera.
Il simbolismo dei colori è il seguente:
- il giallo rappresenta luce e sole
- il verde rappresenta l'erba
- il rosso rappresenta il sangue versato per la patria

I tre colori sono gli stessi della prima bandiera nazionale della Lituania, che fu Stato indipendente dal 1918 al 1940. Dopo l'annessione della Lituania all'Unione Sovietica nel 1940 fu sostituita dalla bandiera della repubblica sovietica lituana. Il tricolore lituano fu riadottato come bandiera nazionale il 20 marzo 1989.

## Bandiere storiche

Stendardo del Granducato di Lituania sventolato durante la Battaglia di Grunwald, considerato il primo vessillo nazionale lituano (1410-1795)
Vessillo della Confederazione polacco-lituana (1569-1795)
Bandiera proposta durante la conferenza di Vilnius (1918)
Bandiera della Lituania indipendente (1918-1940)
Bandiera della Repubblica Socialista Sovietica Lituana (1940-1953)
Bandiera della Repubblica Socialista Sovietica Lituana (1953-1989)
Versione precedente a quella attualmente in uso con diverse proporzioni (1989-2004)